# Шестаково (Харьковская область)
Шестако́во (до 1968 Непокры́тое, укр. Шестакове), село,
Шестаковский сельский совет, Волчанский район, Харьковская область, Украина.
Код КОАТУУ — 6321689201. Население составляет 650 человек.
До 2020 года являлось административным центром Шестаковского сельского совета, в который, кроме того, входило село
Фёдоровка.

## Географическое положение
Село Шестаково находится в 35 км от Харькова и в 35 км от Волчанска в месте впадения реки Олего в реку Непокрытая, на реках несколько запруд, через село проходит автомобильная дорога Т-2104.
К селу примыкают садовые участки.

## История

село Шестаково Харьковской области, вид с автодороги Т-2104

- 1720 — первое упоминание[1] слободы Непокрытая[4] на реке Олег(о)[9] вдоль балок Викняной (рус. Оконной), Сович, Макарти, Разрытой[10]. Слобода — от слова «свобода», так как жители слобод были лично свободными и не платили налогов.
- первым владельцем села был майор Новотроицкого драгунского полка Тимофей Иванович Павлов, впоследствии ставший бригадиром.[2]
- В середине XIX века в Непокрытой была винокурня[11].
- Являлось центром Непокрытянской волости Харьковского уезда Харьковской губернии Российской империи.
- В 1909 году в Николаевской церкви Непокрытого была крещена дочь первого харьковского авиатора, будущая Герой Советского Союза потомственная дворянка Харьковской губернии Гризодубова, Валентина Степановна[2].
- Советская власть установлена в декабре 1917 года[3].
- В 1940 году, перед ВОВ, в Непокрытой было 337 дворов, ветряная мельница, почта и сельсовет[5].
- Во время Великой Отечественной войны в 1941—1943 селение находилось под немецкой оккупацией: в самом конце октября 1941 года село было оккупировано вермахтом, неоднократно переходило из рук в руки и в начале августа 1943 года окончательно освобождено. Немцы разрушили хозяйство колхоза.
- 18 октября 1941 года отступающие части Красной армии согнали в сарай конвоированных политзаключенных и подожгли. Погибло много представителей интеллигенции[12].
- Зимой-весной 1942 года немецкая узкоколейная железная дорога соединяла оккупированный Харьков (район завода ХТЗ) с линией фронта, который проходил сразу за селом Шестаково в балке Фёдоровская. Построена дорога была в начале 1942 года для подвоза продовольствия и боеприпасов на фронт. Возле конечной точки, находящейся в лесу, было построено несколько складских помещений. Большая часть дороги была разобрана в 1943 году, сразу же после освобождения Харькова[2].
- Местность перед занятым немцами Непокрытым (восточнее села) и само село стали местом кровопролитных боёв. Непокрытое было узловой точкой, опорным пунктом немецкой обороны, организованной вдоль реки Большая Бабка, в марте-мае 1942 года.
- Весной 1942 года в Непокрытой находился штаб немецкой 294-й Саксонской пехотной дивизии генерал-лейтенанта Габке. 22 марта в результате налёта бомбардировочной авиации РККА авиабомба попала в кп 294-й дивизии, и генерал-лейтенант Отто Габке (1882 года рождения) погиб. Командование Саксонской дивизией принял полковник Иоганес Блок[13].
- 12 мая 1942 года РККА начала наступление на вермахт с двух направлений — из Барвенково и Волчанска-Салтова (с Салтовского плацдарма на правобережье С. Донца) — с целью окружить оккупированный немцами 24-25 октября 1941 года Харьков (закончившееся Барвенковским котлом).[13] Пространство между Непокрытой-Перемогой-Терновой стало местом ожесточённых боёв.
- В 7.30 утра 12 мая 1942 226-я стрелковая дивизия 38-й армии РККА генерала Горбатова атаковала Непокрытое из района сёл Фёдоровка-Октябрьское при поддержке танков 36-й танковой бригады, трёх дивизионов гвардейских миномётов, 648-го артполка РГК и 516-го инженерного батальона — и прорвала оборону противника. В 10.20 два батальона 987-го сп вышли на северо-восточную окраину села Непокрытое и до 12.00 оттеснили противника к центру села. 989-й стрелковый полк к 11.00 вышел на юго-восточную окраину села. К 14.00 село было полностью очищено от врага. В этом бою 226-я дивизия потеряла до пятисот человек убитыми и ранеными; 36-я танковая бригада потеряла 16 танков[13].
- 13 мая 1942 в 7.00 рота вермахта скрытно пробиралась по балке севернее Непокрытого; была обнаружена и уничтожена; 87 немецких солдат попали в плен. Весь день до глубокой ночи немцы атаковали 226-ю дивизию в Непокрытом с танками и при поддержке авиации[13]. 36-я танковая бригада потеряла за этот день в боях с немецкими 37 танков: 6 танков «Матильда», 19 танков «Валентайн» и 12 танков Т-60. Все, что уцелели, отошли в Непокрытое. После этого поражения танковые части 38-й армии до 17 мая 1942 года больше в боях участия не принимали[13].
- 14 мая 1942 немцы продолжали атаки на село; с 5.30 утра люфтваффе бомбило Непокрытое, которое было полуокружено. К 13.00 987-й советский стрелковый полк был вынужден покинуть село, так как не имел боеприпасов и потерял более половины личного состава, отойдя на исходные рубежи, с которых советские войска и начинали наступление[13].
- В боях за освобождение села от гитлеровцев в 1942 и 1943 годах погибло множество советских воинов РККА[13][3]. В 1964 году погибшим воинам в селе был установлен памятник.[3]
- В годы войны[3] 252 жителя села воевали на фронтах в рядах Советской армии; из них погиб 161 воин[3]; 129 фронтовиков были награждены орденами и медалями СССР.
- В 1960-х годах через Шестаково был проложен стратегический водовод Старый Салтов — Харьков, предназначенный для снабжения города Харькова пресной водой. Водовод был демонтирован (порезан на металлолом) в 2000-х годах.
- В 1966 году население составляло 786 человек[14]; здесь действовал колхоз им. Кирова, выращивавший зерновые и технические культуры и специализировавшийся на мясо-молочном животноводстве; работали восьмилетняя школа, клуб и библиотека[14].
- В 1968 году село было переименовано в Шестаково в честь командира танковой роты 36-й танковой бригады РККА капитана Михаила Денисовича Шестакова, погибшего 12 мая 1942 года в ожесточённом бою за село[2].
- В 1976 году население составляло 891 человека[3]; в селе было 337 дворов; работали восьмилетняя школа, в которой 11 учителей обучали 116 учеников, клуб на 250 мест, библиотека с фондом 10 000 книг, медпункт[3]: в посёлке находилась центральная усадьба колхоза имени С. М. Кирова зернового и мясо-молочного направления, за которым было закреплено 4185 га сельхозугодий, в том числе 3312 га пашни; в колхозе действовали тракторная бригада и три животноводческие фермы[3].
- В 1993 году в селе действовали колхоз имени Кирова, быткомбинат, медпункт, магазины, отделение связи, сельсовет, школа[15].

## Происхождение названия
После 1720 года село начали называть Тимофеевкой, а затем Старой Тимофеевкой, так как с этого года владельцем села был майор Новотроицкого драгунского полка Тимофей Павлов.
В 1968 году село было переименовано из Непокрытого в Шестаково в честь командира танковой роты 36-й танковой бригады РККА капитана Михаила Денисовича Шестакова, погибшего 12 мая 1942 года здесь бою.

## Экономика
- В селе есть молочно-товарная фирмы «Агромол» и свино-товарная фермы.
- «Шестаково», сельскохозяйственное ООО.
- «Агросвит», ООО.

## Объекты социальной сферы
- Школа.
- Спортивная площадка.

## Достопримечательности
- Братская могила советских воинов, в которой похоронен погибший здесь советский танкист Герой Советского Союза П. Л. Перепелица.[2]
- Мраморный обелиск на месте гибели Героев Советского Союза М. Шестакова и П. Перепелицы, установленный в 1959 году.[3]
- В селе похоронен общественный деятель, западник, автор проекта русской конституции А. В. Бердяев.[16]
- Источник пресной воды «Шестаковская» на трассе Харьков-Волчанск.